# Par ici la monnaie
Pour plus de détails, voir Fiche technique et Distribution.
Par ici la monnaie, également connu sous le titre Les Démerdards, est un film français réalisé par Richard Balducci, sorti en 1974.

## Fiche technique
- Titre français : Par ici la monnaie ou Les Démerdards
- Réalisation : Richard Balducci
- Scénario : Richard Balducci et Jacques Leitienne
- Musique : Paul de Senneville et Olivier Toussaint
- Photographie : Guy Suzuki
- Coordinateur des combats et des cascades : Claude Carliez et son équipe
- Pays d'origine :  France
- Format : couleur
- Genre : comédie
- Date de sortie : avril 1974

## Distribution
- Michel Galabru : L'évêque
- Henri Guybet : Farfalla
- Robert Castel : Roméo
- Patrick Topaloff : Wolfgang Amadeus Bozard
- Jacques Jouanneau : Fauxpied
- Patrick Préjean : Othello
- Pierre Dac : Madame Irma
- Ginette Garcin : Fernande
- Nathalie Courval : Marceline
- Mary Marquet : La propriétaire
- Max Montavon : Le colonel
- Christine Laurent : Yseult
- Amarande : La belle touriste
- Christine Aurel : Rita
- Ginette Leclerc : Madame Cerise
- Dominique Zardi : le maire
- Marcel Zanini : le vendeur d'eau de vie
- Michel Charrel : le Suisse